# Andrea Caglioni
Andrea Caglioni (* 14. Mai 1763 in Ascona; † 23. Oktober 1825 auf dem Gotthardpass) war ein Schweizer Anwalt, Politiker, Tessiner Grossrat, Staatsrat und Landammann.

## Biografie
Andrea Caglioni wurde als Sohn des Filippo von Ascona geboren. Nach dem Besuch des Collegium Helveticum in Mailand studierte er Rechtswissenschaften in Albert-Ludwigs-Universität Freiburg. Er war Anwalt und Statthalter des Landvogts von Locarno. Im Jahr 1798 war er Sekretär der provisorischen Regierung von Locarno, danach Präsident der Verwaltungskammer des Kantons Lugano.
Von 1803 bis 1825 war er Tessiner Grossrat (1813, 1815, 1818 Präsident), von 1803 bis 1809 und von 1811 bis 1823 war er Mitglied der Kantonsregierung. Von gemässigter Haltung wurde er von 1809 bis 1811 Appellationsrichter und von 1817 bis 1818 Tessiner Landammann. Er war elfmal Tessiner Gesandter an der eidgenössischen Tagsatzung und 1814 war er mit Rusca und Vincenzo Dalberti Delegierter am Wiener Kongress.